# Xã Wabash, Quận Adams, Indiana
Xã Wabash (tiếng Anh: Wabash Township) là một xã thuộc quận Adams, tiểu bang Indiana, Hoa Kỳ. Năm 2010, dân số của xã này là 6.223 người.